# Jean-Alphonse Turrettini

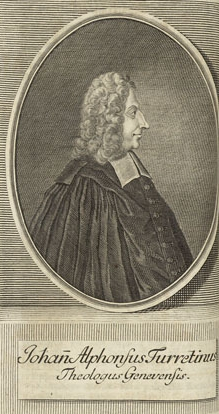
Jean-Alphonse Turrettini

Jean-Alphonse Turrettini (* 13. August 1671 in Genf; † 1. Mai 1737 ebenda) war ein Genfer reformierter Theologe und Professor der Genfer Akademie für Kirchengeschichte und Dogmatik.

## Leben
Turrettini war der Sohn des Genfer Theologieprofessors François Turrettini und Enkel des Bénédict Turrettini. Ab 1685 studierte er in Genf Literatur, Philosophie und Theologie. Darauf setzte er seine Studien in den Niederlanden, England und Frankreich fort. Dabei lernte er Jacques Basnage, Pierre Jurieu, Pierre Bayle, Jean Leclerc, Gilbert Burnet, Isaac Newton, Nicolas Malebranche und Bernard de Fontenelle kennen. Ende 1693 trat er in den geistlichen Dienst Genfs, er wurde 1694 ordiniert und diente zuerst der italienischsprachigen Kirchgemeinde. Er lehrte ab 1697 Kirchengeschichte und daneben ab 1705 auch Dogmatik. 1701 bis 1711 amtete er als Rektor.
1708 heiratete er Julie Du Pan, die Tochter des ersten Syndics Marc Du Pan.

## Wirken und Lehre
Turrettini setzte sich für eine kirchliche Union mit den Lutheranern, für die Abschaffung der Formula Consensus und eine neue Liturgie in der reformierten Kirche Genfs ein. Er verfasste zahlreiche dogmatische, kirchenpolitische, exegetische und kirchengeschichtliche Werke. Mit Samuel Werenfels und Jean Frédéric Ostervald bildete er das sogenannte «theologische Triumphvirat der Schweiz», das im Gegensatz zum strengen Calvinismus Gedanken der Aufklärung, der natürlichen Theologie und des Pietismus vorbereitete. Eine umfangreiche Korrespondenz von etwa 5000 Briefen belegen seine europäische Vernetzung und Ausstrahlung.
1746 wurden sämtliche seiner Werke per Dekret der römisch-katholischen Glaubenskongregation auf den Index gesetzt.